# Ландыш (заказник)
Ландыш — ботанический заказник местного значения. Находится в Бахмутском районе Донецкой области. Статус заказника присвоен решением облисполкома № 9 от 10 января 1979 года. Площадь — 43 га. Заказник находится на территории Краснолиманского государственного лесничества и входит в состав Национального природного парка «Святые горы».
Территория заказника представляет собой лес в пойме реки Северский Донец, на которой произрастает ландыш майский, для охраны которого был создан заказник. В заводях произрастают дубравы естественного происхождения. Большей частью возраст деревьев составляет около 110 лет, некоторые экземпляры возрастом около 300 лет.
На территории заказника «Ландыш» сращиваются естественным образом ясенево-дубовые, липово-дубовые и кленово-дубовые дубравы.